# Michael Morris Killanin
Michael Morris Killanin (Londres, Regne Unit, 1914 - Dublín, Irlanda, 1999) fou un periodista, noble i polític irlandès, que va esdevenir el sisè president del Comitè Olímpic Internacional (COI).

## Biografia
Va néixer el 30 de juliol de 1914 a la ciutat de Londres (en aquells moments capital del Regne Unit de la Gran Bretanya i Irlanda) fill de George Morris i Dora Wesley Hall. Va estudiar a l'Eton College, i posteriorment a La Sorbona de París.
Va morir el 25 d'abril de 1999 a la seva residència de Dublín (Irlanda) a l'edat de 84 anys.

## Carrera periodística
A mitjans de la dècada del 1930 va començar a exercir de periodista treballant al diari Daily Express i posteriorment als diaris Daily Sketch i Daily Mail. Entre 1937 i 1938 fou corresponsal de guerra de la Segona Guerra Sinojaponesa.

## Carrera militar
El novembre de 1938 va participar en una unitat de l'exèrcit britànic encarregat de reclutar periodistes i actors perquè s'allistessin a l'exèrcit. Fou nomenat Major i va participar en la planificació del dia D i la batalla de Normandia el 1944. En finalitzar la guerra es traslladà a Irlanda on va renunciar als seus càrrecs.

## Olimpisme
El 1950 Morris es va convertir en cap del Comitè Olímpic Internacional d'Irlanda, i es va convertir en el representant del seu país davant el COI l'any 1952. Va ser designat vicepresident el 1968 i va succeir a Avery Brundage a la presidència del COI, sent escollit durant la 73a Sessió del Comitè Olímpic Internacional celebrada a Múnic (República Federal d'Alemanya), que va tenir lloc duran l'agost de 1972.
Durant la seva presidència el moviment olímpic va experimentar un període difícil, relacionat amb el fracàs financer dels Jocs Olímpics d'Estiu de 1976 celebrats a Mont-real (Canadà) i el posterior boicot dels Jocs Olímpics d'Estiu de 1980 celebrats a Moscou (Unió Soviètica). La tria posterior de les seus dels Jocs Olímpics d'Hivern de 1980 a Lake Placid (Estats Units) i els Jocs Olímpics d'Estiu de 1984 a Los Angeles (Estats Units) no ajudaren a destensar la situació. Va renunciar al seu càrrec el 1980, moment en què fou succeït per Joan Antoni Samaranch.

## Palmarès
Orde Olímpic d'or